# Re.creo en vos
Re.creo en vos è stato un programma televisivo argentino andato in onda dal 6 aprile 2010 al 28 maggio 2010 sul canale El Trece con la conduzione di Emilia Attias.
Conosciuto anche con il nome di ReCreo en vos, durante il programma i gruppi partecipanti competono in diversi giochi per arrivare al premio finale.

## Trama
Il programma combina performance musicali e giochi, i vari concorrenti devono superare varie prove sia fisiche che di conoscenza realizzate da adolescenti che erano in competizione per un viaggio in gruppo entro i limiti dell'Argentina. I dodici partecipanti devono anche gestire l'hotel e ristorante "Recreo" nel barrio di Palermo dove si registrano conflitti, lavoro e amore nella loro vita giornaliera. Inoltre, nell'hotel devono partecipare alle lezioni di canto e di ballo.
Nell'albergo sono presenti quattro dormitori, una cucina, un giardino, uno spazio per le acrobazie e una piscina; luoghi dove si svolgono le vicende.

## Produzione
Nel gennaio del 2010 appare la notizia che Emilia Attias avrebbe ricevuto una proposta dal gerente di Canal 13 per condurre un nuovo programma. Con produzione Mandarina, il programma sarebbe dedicato ai più giovani e dovrebbe andare in onda tra le 17 e le 19, orario in cui il canale più fatica in termini di rating. Si tratta di un ciclo di giochi dedicato al pubblico più piccolo. Confermata il mese successivo, nel marzo viene annunciato nel cast l'attrice Nicole Luis.
I ragazzi partecipanti e protagonisti del reality show sono stati scelti tra 6000 candidati per le capacità artistiche (canto, ballo e artistiche) e per la propria personalità. La programmazione inizia il 6 aprile 2010.
Visto l'insuccesso,a metà aprile il produttore del programma Endemol, Rubén Vivero, si presenta negli studi per avvertire che dalla puntata successiva il programma diventerà un reality show con eliminazioni. Il format prevederebbe gruppi di quattro (due maschi e due femmine) con l'eliminazione di un partecipante a settimana.  I concorrenti e la stessa conduttrice si oppongono, accusando di voler lasciare le registrazioni. Infatti, sabato 17 aprile le riprese per il lunedì successivo non avvengono, giorno in cui è avvenuto anche il cambio d'orario.
La trasmissione si conclude il 28 maggio per un totale di 39 puntate, cancellato per bassi ascolti.

### Ascolti
Il programma ha ottenuto poco successo. Il maggior rating è stato raggiunto nella prima puntata con 6.3 secondo i dati IBOPE. Si è classificata terza nella sua fascia oraria, non superando la concorrenza: I Simpson trasmessi da Telefe e Viviana Canosa su Canal 9. Il peggiore risultato è stato ottenuto il 24 maggio con 1.9.
La media durante la programmazione è stata di 4.9 punti.

## Partecipanti
I partecipanti si dividono in due gruppi: ragazzi e ragazze, chiamati insieme "los emilios".
| Concorrente                       | Nome personaggio | Categoria | Attività          | Nazionalità      |
| --------------------------------- | ---------------- | --------- | ----------------- | ---------------- |
| María Laura Fasanelli             | Malala           | Ragazze   | attrice           | Argentina        |
| Nicole Luis                       | Nicky            | Ragazze   | attrice e modella | Argentina        |
| Victoria Molteni                  | Vicky            | Ragazze   | attrice           | Argentina Italia |
| Melina Lezcano                    | Meli             | Ragazze   | modella, cantante | Argentina        |
| Victoria Mena                     | Lupe             | Ragazze   |                   | Argentina        |
| Triana Maida                      | Titi             | Ragazze   | modella           | Argentina        |
| Benjamin Fernández                | Benja            | Ragazzi   |                   | Argentina        |
| Facundo Estévez                   | Facu             | Ragazzi   | attore            | Argentina        |
| Nicolás González                  | Nico             | Ragazzi   |                   | Argentina        |
| Bruno Azzinnari Aiello            | Bruno            | Ragazzi   |                   | Argentina        |
| Juan Ignacio Suárez               | Juani            | Ragazzi   |                   | Argentina        |
| Matias Ezequiel Rodríguez Asensio | Mati             | Ragazzi   | attore            | Argentina        |

NB: nella tabella, la voce "Categoria" si riferisce alla squadra di appartenenza dei vari concorrenti.

## Accoglienza
Il sito todotnv.com, prima della programmazione, si complimenta per la scenografia. Secondo laubfal.com, la prima puntata del programma è stata: "con molto ritmo, in edizione rapida e agitata", affermando anche "in questa proposta che contiene multiformato, ma essenzialmente si propone di intrattenere bambini e adolescenti tra la merenda e la cena, quando si suppone siano terminati i compiti per il giorno dopo". Sempre sullo stesso episodio, per Luis María Hermida del quotidiano Clarín scrive: "confusa come festa giovanile" oltre a "[...] Emilia Attias ha debuttato con una corsa di giochi e vari problemi di suono".
La giornalista Celina Alberto commenta: "in una mix tra quelli che furono il Gran Hermano, El Bar TV e Operación Triunfo i ragazzi vivranno in un hotel, costruito dal produttore".
Nelle prime settimane d'uscita del programma, la produttrice Cris Morena (della telenovela Teen Angels di cui faceva parte la Attias) criticò il programma per assomigliare troppo al suo Jugate Conmigo. La Attias commentò: "il formato è un altro visto che è un reality [...] è un'opinione e la rispetto moltissimo". La stessa critica giornalistica affermò la somiglianza con il programma degli anni '90.